# Cmentarz żydowski w Rajgrodzie
Cmentarz żydowski w Rajgrodzie – kirkut położony jest w lesie przy drodze polnej około półtora kilometra od szosy z Rajgrodu do Grajewa, naprzeciwko myśliwskiej ambony. Powstał w XVIII wieku. W czasie II wojny światowej uległ dewastacji. Zachowały się jedynie szczątki elementów nagrobków. Widoczne są ślady rozkopywania grobów.